# Christian Eckert (Wirtschaftswissenschaftler)
Christian Laurenz Maria Eckert (* 16. März 1874 in Mainz; † 27. Juni 1952 in Köln) war ein deutscher Professor für wirtschaftliche Staatswissenschaften.

## Leben
Eckert studierte Rechts- und Staatswissenschaften, Wirtschafts- und Kunstgeschichte sowie Philosophie an den Universitäten München, Gießen und Berlin. 1897 wurde er in Gießen zum Dr. jur. promoviert und ein Jahr später in Berlin zum Dr. phil. 1901 habilitierte er sich in Berlin für Staatswissenschaften und war danach an der 1901 neu eröffneten Handelshochschule Köln als Dozent für Wirtschaftliche Staatswissenschaften tätig, wo man ihn 1904 zum Studiendirektor dieser Institution berief als Nachfolger des Gründungsdirektors Hermann Schumacher. Er initiierte 1907 mit die Gründung des Rheinisch-Westfälischen Wirtschaftsarchivs. Von 1909 bis 1916 war er Mitglied der Immediatkommission zur Vorbereitung der Verwaltungsreform in Preußen und erhielt im Jahr darauf den Titel eines Geheimen Regierungsrates.
Christian Eckert hatte sich intensiv um die Wiedereröffnung der alten Universität zu Köln bemüht, die 1798 von den französischen Besatzern des Rheinlandes geschlossen worden war, und wurde von 1919 bis 1920 deren erster Rektor. Seit 1920 war er Geschäftsführender Vorsitzender des Kuratoriums der Universität zu Köln, die ihm 1922 die Ehrendoktorwürde eines Dr. rer. pol. verlieh und ihn 1926 zum Ehrenbürger der Universität ernannte. Seine Forschungsgebiete umfassten die Handelspolitik, die Welt- und Auslandswirtschaft, Sozial- und Wirtschaftsgeschichte sowie Verkehrswissenschaft. Er untersuchte auch grundlegende Fragen der Wirtschaftsorganisation und Wirtschaftspolitik sowie der Finanzwissenschaft.

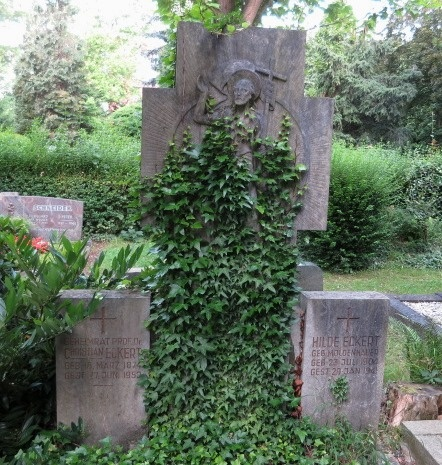
Grab auf dem Kölner Melaten-Friedhof

Die Nationalsozialisten entließen ihn 1933 wegen seiner politischen Tätigkeiten in der Zentrumspartei aus seinen Ämtern und versetzten ihn 1934 in den Ruhestand. Er zog nach Worms, wo er Aufsichtsratsvorsitzender in der Industrie und von 1946 bis 1949 auch Oberbürgermeister der Stadt war. Nach dem Ende des Zweiten Weltkrieges hatte er sich für die Wiedereröffnung der Universität seiner Heimatstadt Mainz eingesetzt und erhielt dort 1946 eine Gastprofessur für Volkswirtschaftslehre und wurde Vizepräsident und Leiter der geistes- und sozialwissenschaftlichen Klasse der Akademie der Wissenschaften und der Literatur sowie Ehrensenator der Johannes Gutenberg-Universität Mainz.
Die Universität zu Köln hatte Christian Eckert 1945 formell sein Ordinariat zurückgegeben und ihn gleichzeitig emeritiert. 1949 verlieh sie ihm ehrenhalber den Titel eines Dr. med. und 1952 die Würde eines Ehrensenators. Seine Lehrtätigkeit in Köln beendete Christian Eckert erst 1952, als er schwer erkrankte.
Christian Eckert starb am 27. Juni 1952 und wurde in Köln auf dem Melaten-Friedhof (Flur 54) begraben.
Eckert war Mitglied der Studentenverbindung Landsmannschaft Teutonia Bonn sowie seit 1950 Ehrenmitglied der katholischen Studentenverbindung AV Rheinstein Köln.
In Köln-Lindenthal nahe der Universität ist die Eckertstraße nach ihm benannt.

## Nachlass
Universitätsarchiv Köln, Zugang 708.